# Аліса Екка
Аліса Екка (хінд. एलिस एक्का) (8 вересня 1917 — 5 липня 1978) — перша індійська жінка-письменник з племені Адівасі. Її збірка розповідей «Аліса Екка Кі Каганян» була опублікована в 2015 році після 36 років смерті. У цій збірці були зібрані історії з 1950-х і 1970-х років, опубліковані в журналі «Adivasi». Вона також перша хто описала історію Далітів хінді. Аліса Екка належала до спільноти Munda Adivasi Jharkhand. Аліса померла у віці 61 року 5 липня 1978 року в Гунгутолі (біля Баху Базара), Ранчі.